# Aligse

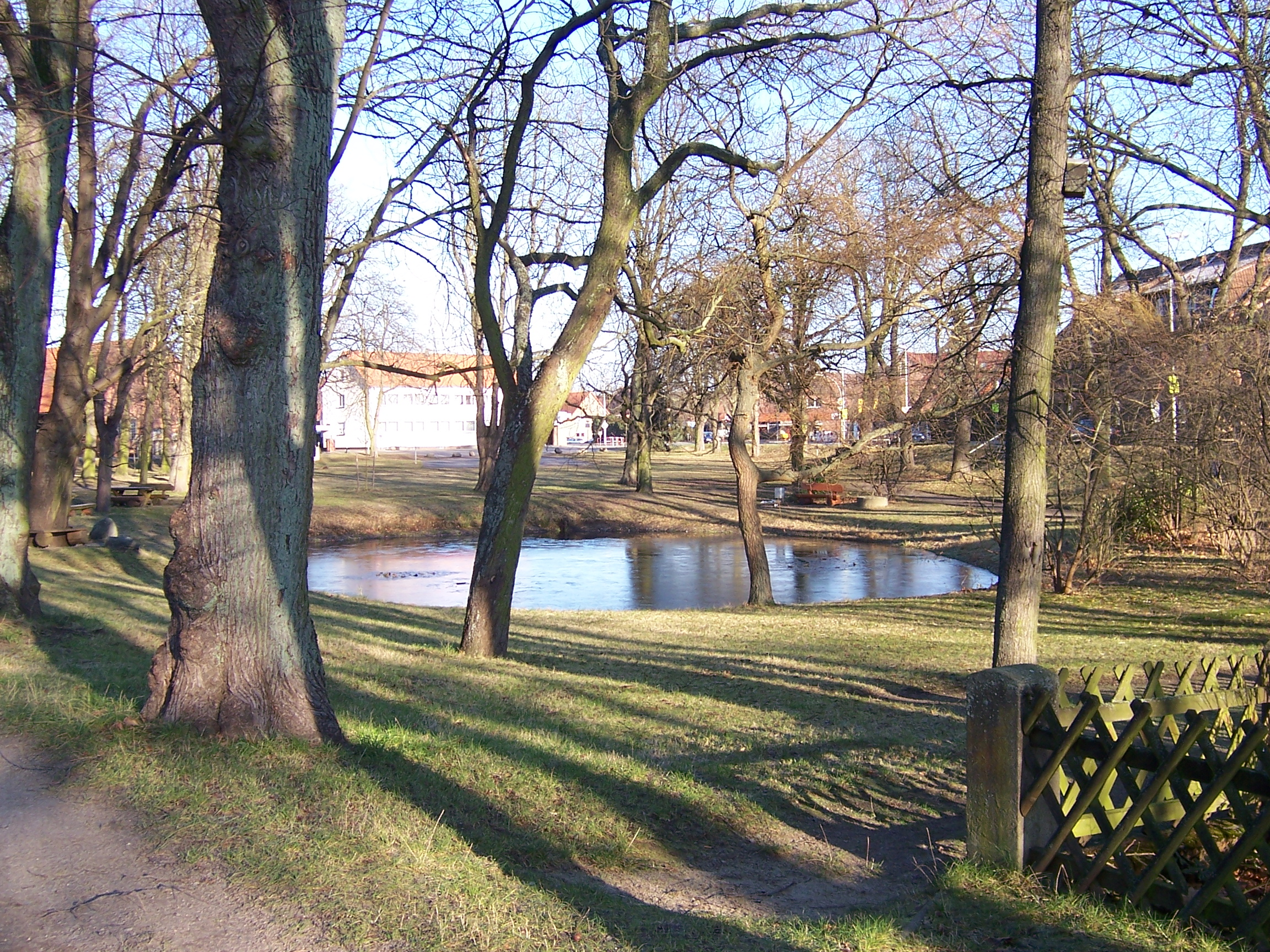
Dorfteich im Winter

Aligse ist ein Dorf in der Region Hannover, 17 km östlich der Landeshauptstadt Hannover und 3 km nördlich von Lehrte, in Niedersachsen (Deutschland).

## Geografie
Aligse ist Ortsteil der Stadt Lehrte und hat als Nachbarorte im Norden Röddensen, im Nordosten Steinwedel, im Osten Immensen, im Süden Lehrte, im Nordwesten Kolshorn. Im Westen liegt der Ahltener Wald. Bis 1974 war Aligse ein Teil des Landkreises Burgdorf.

## Geschichte
Bevor der Ortsname für Aligse fest geworden ist, gab es viele verschiedene Schreibweisen. Im Jahre 1022 erscheint es erstmals als Alenhusen, später Aldesse, Aldesseh, Alingehusen, Adelinghusen geschrieben. Der Ort gehörte zum Gau Flutwidde und dort zuerst zum Kirchspiel Burgdorf, ab dem Jahr 1355 zur Pfarrei Steinwedel. Eine eigene Kapelle hat Aligse nicht besessen.
Am 1. März 1974 wurde Aligse in die Stadt Lehrte eingegliedert.

## Politik

### Ortsrat
Der Ortsrat verantwortet die Ortsteile Aligse, Kolshorn und Röddensen gemeinsam und besteht aus zwei Ratsfrauen und fünf Ratsherren. Im Ortsrat befindet sich zusätzlich ein beratendes Mitglied (SPD).
| Partei / Liste        | Sitze 2021 | Sitze 2016 |
| CDU                   | 4          | 3          |
| BÜNDNIS 90/DIE GRÜNEN | 2          | -          |
| FDP                   | 1          | -          |
| SPD                   | -          | 4          |

(Stand: Kommunalwahl 12. September 2021)

### Ortsbürgermeister
Der Ortsbürgermeister ist Frank Seger (CDU). Sein Stellvertreter ist Martin Schiweck (CDU).

### Wappen
Der Entwurf des Kommunalwappens von Aligse stammt von dem Heraldiker und Grafiker Alfred Brecht, der zahlreiche Wappen in der Region Hannover erschaffen hat. Die Genehmigung des Wappens wurde am 13. Mai 1969 durch den Regierungspräsidenten in Lüneburg erteilt.
| Wappen von Aligse | Blasonierung: „Das Wappen zeigt in Blau über silbernem Radkreuz einen silbernen Sparren.“ |
| Wappen von Aligse | Wappenbegründung: Der Sparren im blauen Felde soll die Verkehrsadern, Hauptstraße und Bahnstrecke versinnbildlichen. Das Radkreuz ist eines der ältesten Sinnzeichen und schon in der Steinzeit zu finden. Noch heute ist es Brauch, am Vorabend großer Feste vierspeichige Räder mit Stroh zu umwickeln und brennend von den Bergen zu Tal rollen zu lassen. Dieses Zeichen ist auch oft in Setzbalken und Türholmen der Fachwerkhäuser eingeschnitzt, also auch den Ahnen ein bedeutendes Sinnzeichen gewesen und geblieben. Zugleich ist das Radkreuz das Zeichen für die Herrschaft Gottes und der göttlichen Ordnung in der Welt. Zudem sind alle Gegebenheiten dieser Welt aus dem Kreuz herauszulesen: das Wirken der vier Grundelemente, die vier Himmelsrichtungen, die vier Jahreszeiten und so fort. |

## Kultur und Sehenswürdigkeiten

### Baudenkmale
- Hofanlage Dammfeldstraße 24 mit Wohn- und Wirtschaftshaus sowie Scheune

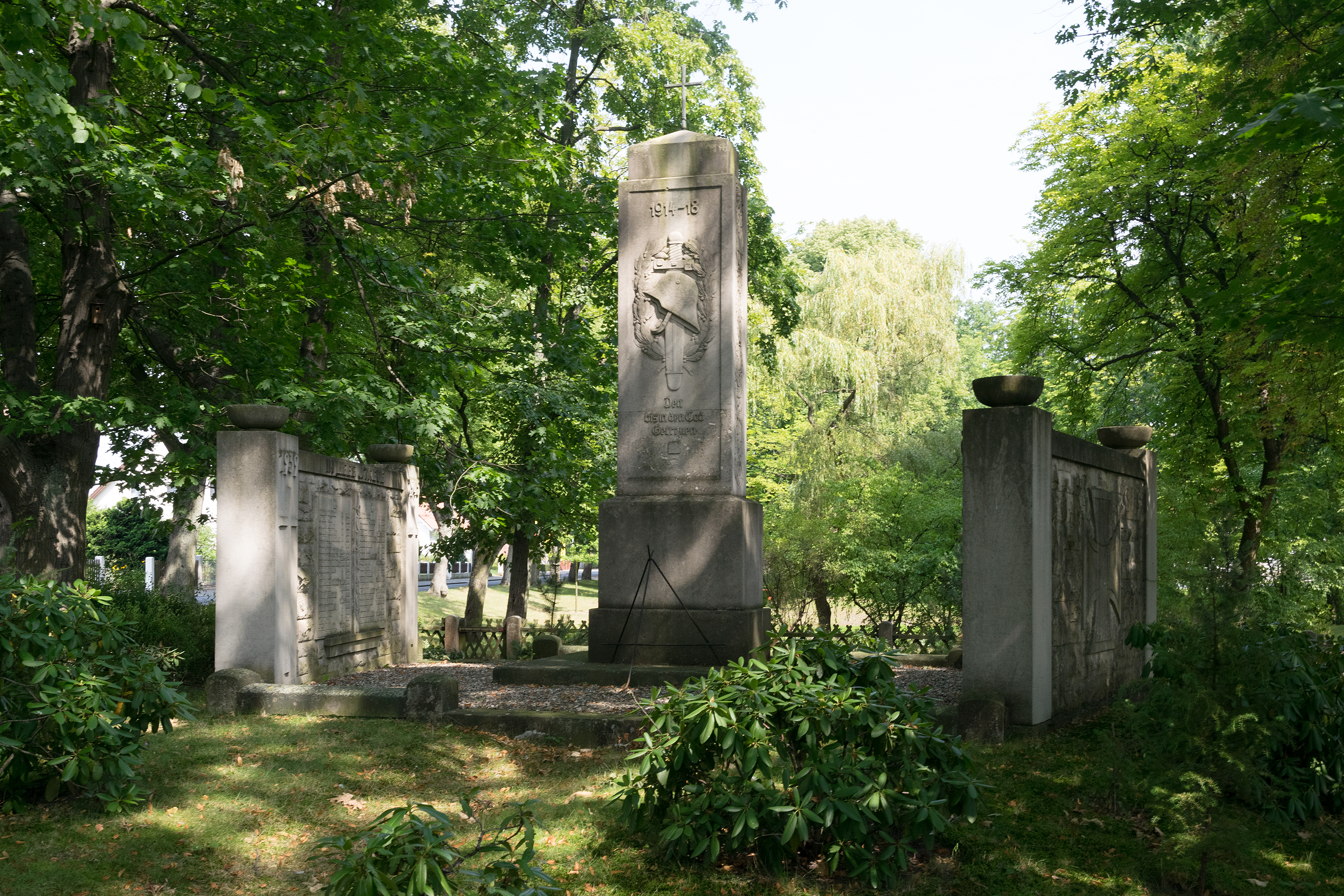
Weltkriegedenkmal
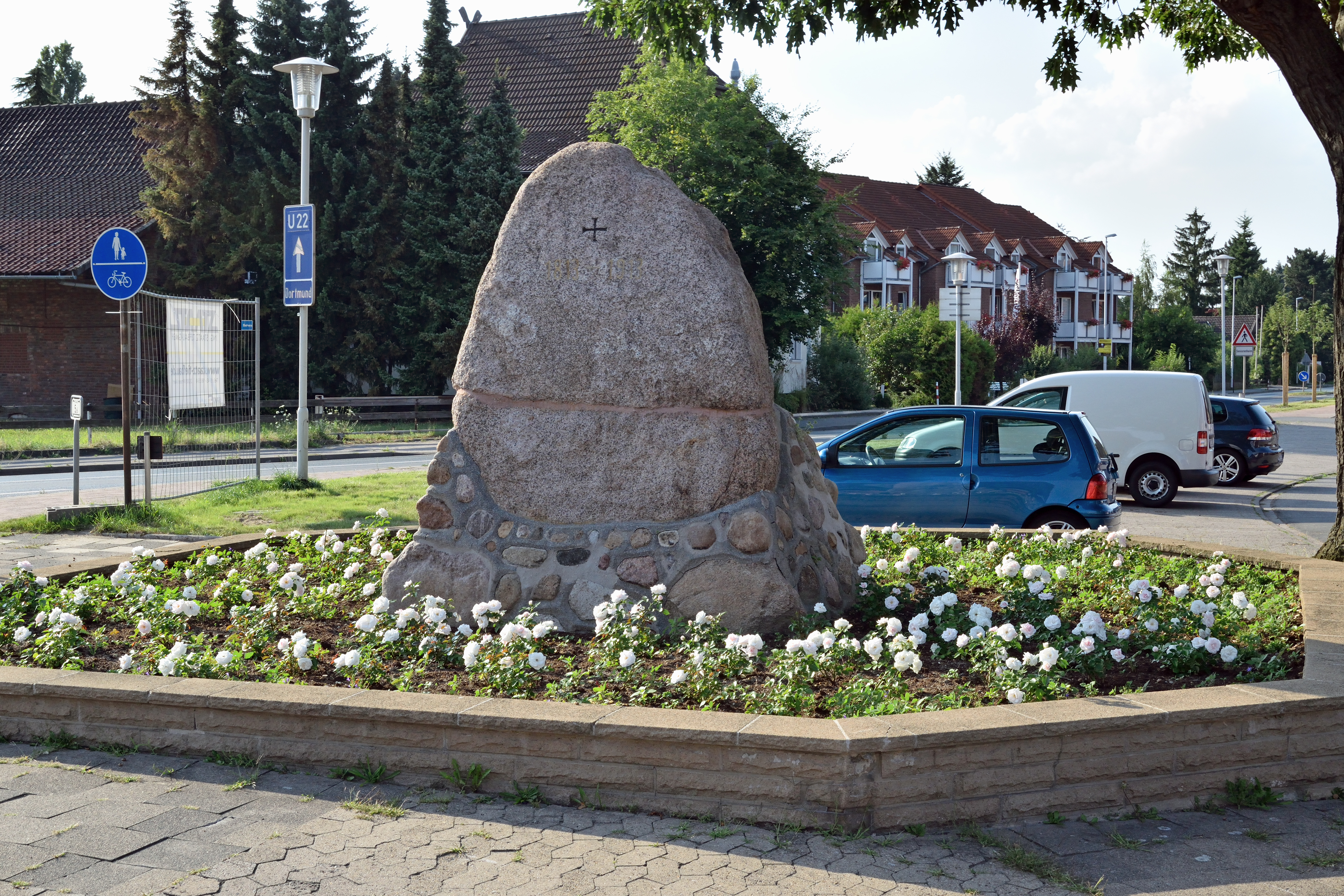
Gedenkstein an die Befreiungskriege

### Sportvereine
Sport findet schwerpunktmäßig im Verein „Sportfreunde Aligse von 1930“ statt. Etwa 800 Vereinsmitglieder verteilen sich auf die Sparten Fußball, Tennis, Turnen und Volleyball.
Das Schützenwesen wird im Ort durch die Schützengesellschaft Aligse e. V. geprägt und jährlich an Pfingsten mit einem Volks- und Schützenfest gefeiert. Der Verein hat rund 200 Mitglieder und neben den klassischen Luftdruckwaffen, mit denen im eigenen Vereinsheim geschossen wird, gibt es auch eine Bogensportabteilung.

## Wirtschaft und Infrastruktur

### Wirtschaft
Aligse ist landwirtschaftlich geprägt. Daneben existieren einige kleinere Gewerbebetriebe. Der Hauptteil der Bevölkerung findet aber Beschäftigung außerhalb des Ortes.

### Verkehr

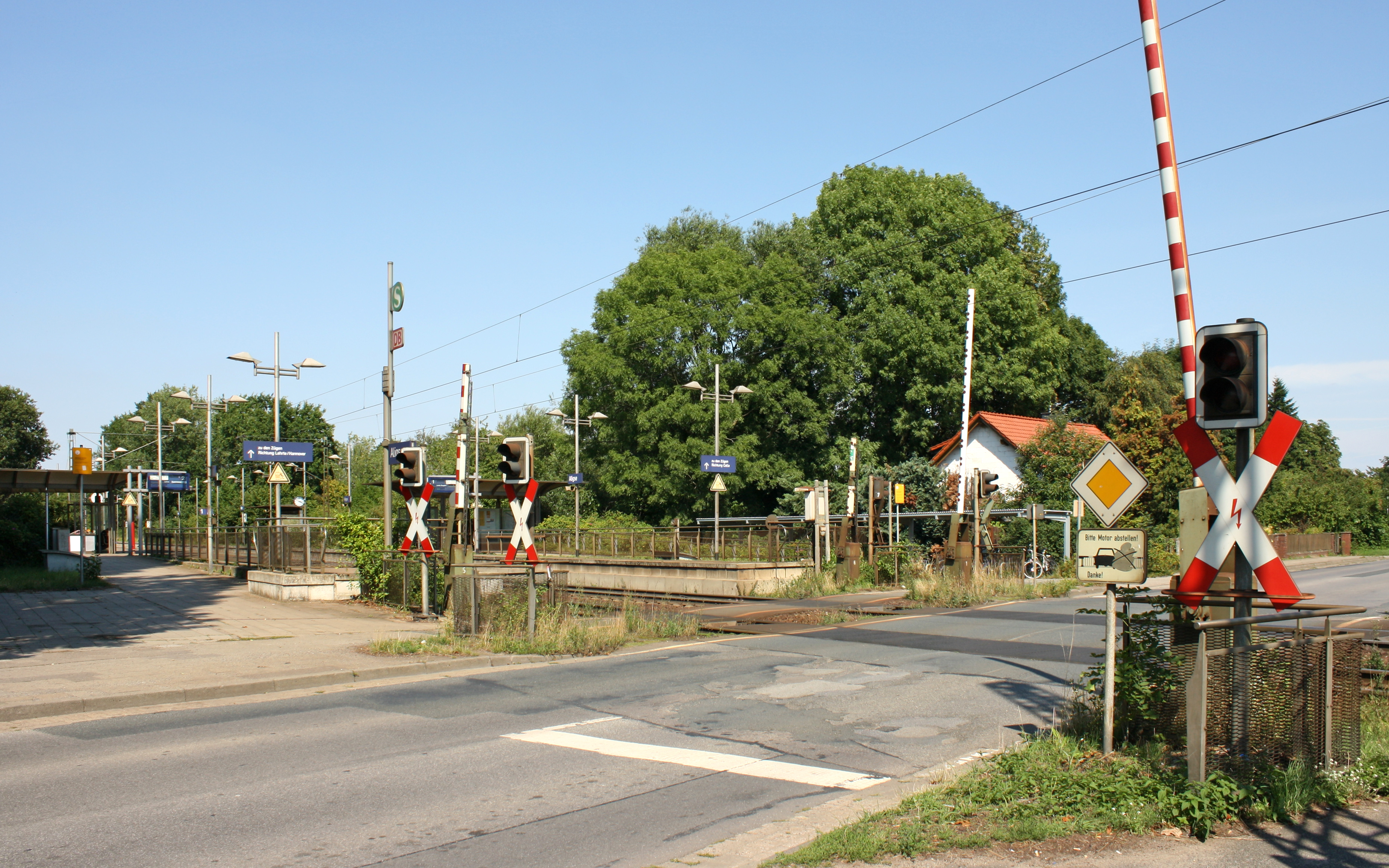
Bahnhaltepunkt

Aligse liegt unweit der Autobahn A 2 und ist über die Anschlussstelle Lehrte schnell zu erreichen. Der Haltepunkt Aligse an der Bahnstrecke Lehrte–Hamburg-Harburg wird von den S-Bahn-Linien 6 und 7 (Hannover–Celle) bedient.
| Linie | Verlauf | Takt   |
| ----- | --- | ------ |
| S 6   | Celle – Ehlershausen – Otze – Burgdorf (Han) – Aligse – Hannover Karl-Wiechert-Allee – Hannover Hbf Stand: Fahrplanwechsel Dezember 2021                                                                   | 60 min |
| S 7   | Celle – Ehlershausen – Otze – Burgdorf (Han) – Aligse – Lehrte – Ahlten – Hannover-Anderten-Misburg – Hannover Karl-Wiechert-Allee – Hannover-Kleefeld – Hannover Hbf Stand: Fahrplanwechsel Dezember 2021 | 60 min |

## Persönlichkeiten
Söhne und Töchter des Ortes
- Johann Heinrich Bödecker (1793–1880), Hauswirt, Vater des Lehrers August Bödecker
- Gustav Osterwald (1922–2011), HNO-Arzt und ärztlicher Standespolitiker
- Michael Stolze (* 1944), Politiker (SPD), von 1994 bis 2003 Abgeordneter im Niedersächsischen Landtag